# 中之条町歴史と民俗の博物館「ミュゼ」
中之条町歴史と民俗の博物館「ミュゼ」（なかのじょうまちれきしとみんぞくのはくぶつかん「ミュゼ」）は、群馬県吾妻郡中之条町にある博物館。本館は1885年（明治18年）竣工の旧吾妻第三小学校校舎で、明治初期の擬洋風建築として群馬県指定重要文化財に指定されている。

## 概要
1982年（昭和57年）11月7日、中之条町歴史民俗資料館として開館。
1986年（昭和61年）2月、博物館相当施設指定。
2003年（平成15年）3月31日、展示研修施設（新館）完成。
2010年（平成22年）11月15日、登録博物館となる。
2011年（平成23年）1年5日、中之条町歴史と民俗の博物館「ミュゼ」に名称変更。

## 旧吾妻第三小学校校舎

### 年表
1882年（明治15年）着工、1885年（明治18年）10月4日竣工。
1886年（明治19年）4月吾妻第三西尋常小学校、1890年（明治23年）7月中之条尋常小学校、1899年（明治32年）11月中之条高等小学校、1903年（明治36年）4月中之条女子尋常高等小学校、1910年（明治43年）4月中之条尋常高等小学校。
1918年（大正7年）9月から1978年（昭和53年）12月まで中之条町役場庁舎。
1978年（昭和53年）10月13日、群馬県指定重要文化財に指定。
1980・1981年度（昭和55・56年度）に保存修理工事を実施。
1982年（昭和57年）11月6日、中之条町歴史民俗資料館として開館。

### 構造・形式
- 構造・形式　木造2階建、寄棟造、鉄板瓦葺（当初桟瓦葺）[3][4]
- 平面形は左右対称の凹型とする。